# جنگ کمان‌ها
جنگ کمان‌ها (انگلیسی: War of the Arrows) یک فیلم در ژانر اکشن، جنگی و درام است که در سال ۲۰۱۱ منتشر شد. این فیلم به تلاش‌های یک برادر برای نجات جان خواهرش از دست دشمن می‌پردازد.